# Allopachria zetteli
Allopachria zetteli är en skalbaggsart som beskrevs av Wewalka 2000. Allopachria zetteli ingår i släktet Allopachria och familjen dykare. Inga underarter finns listade i Catalogue of Life.